# Septomazzantia
Septomazzantia är ett släkte av svampar. Septomazzantia ingår i familjen Diaporthaceae, ordningen Diaporthales, klassen Sordariomycetes, divisionen sporsäcksvampar och riket svampar.
|                | Phomopsis                                                                            |
|                |                                                                                      |
|                | Diaporthe                                                                            |
|                |                                                                                      |
|                | Diaporthopsis                                                                        |
|                |                                                                                      |
|                | Mazzantia                                                                            |
|                |                                                                                      |
|                | Mazzantiella                                                                         |
|                |                                                                                      |
| Septomazzantia | \| \| Septomazzantia bicchiana \| \| \| \| \| \| Septomazzantia epitypha \| \| \| \| |
|                | \| \| Septomazzantia bicchiana \| \| \| \| \| \| Septomazzantia epitypha \| \| \| \| |
|                | Leucodiaporthe                                                                       |
|                |                                                                                      |
|                | Aporhytisma                                                                          |
|                |                                                                                      |
|                | Allantoporthe                                                                        |
|                |                                                                                      |
|                | Clypeoporthella                                                                      |
|                |                                                                                      |
|                | Septomazzantia bicchiana                                                             |
|                |                                                                                      |
|                | Septomazzantia epitypha                                                              |
|                |                                                                                      |

|  | Septomazzantia bicchiana |
|  |                          |
|  | Septomazzantia epitypha  |
|  |                          |